# Једрење
Једрење је вештина пловидбе уз помоћ ветра као покретачке снаге. Једрење данас може бити рекреативно или спортско. Једрити се може на дасци, у чамцу или броду, на језеру или мору.
Посебне врсте једрења су: једрење на леду, где је пилот на клизаљкама, скијама или сноуборду, и једрење на копну, обично на пешчаним плажама у колицима са 3 точка и једром.
Хиљадама година једрење је имало велики значај за транспорт и трговину,‍:9, 16 риболов и ратовање. Крајем 19. века, значај једрења је опао појавом моторизованих бродова који нису зависили од временских прилика, који су били бржи и захтевали мање особља и других трошкова.
У неким мање развијеним деловима света једрење је и до данас задржало известан привредни значај. Рецимо, једрењаци и данас плове из Персијског залива ка Индији и Африци.
Кроз историју једрењаци су се мењали по конструкцији и величини. Најмање једрилице имају само једног путника, док највеће једрењаке опслужују десетине морнара. Развијени су и многобројни једриличарски маневри који су у спортском једрењу досегли свој врхунац.

## Историја

### Стари век
Прва позната представа брода са једрима потиче са погребне урне из Луксора из 5000. године пре нове ере. За пловидбу дуж Нила, у Средоземном и Црвеном мору, Египћани су користили бродове са јарболом и великим правоугаоним једром. Једро се могло окретати, тако да је једрилица могла да користи и бочни ветар.
Око 3000. п. н. е. становници уз обале Јужног кинеског мора су развили кануе које су користили за насељавање Полинезије.
Феничани и стари Грци су око 1000. године п. н. е. развили два основна типа бродова са једрима: теретни брод са пространим трупом и великим правоугаоним једром, и галију, која је имала јарбол са правоугаоним једром средње величине, док би је за време бонаце или поморске битке покретали веслачи.
У наредним вековима бродови су једрили у многе истраживачке и освајачке походе. На пример, грчки историчар Херодот је поменуо да је египатски фараон Нехо II послао феничанску експедицију која је опловила Африку у смеру казаљке на сату, 596—594. године п. н. е. Око 470. п. н. е. картагински адмирал Хано је отпловио на запад кроз Гибралтар и стигао све до Гвинејског залива. До данас се сачувао његов извештај о овом путовању. Грк Еудоксос из Кизика је 120—117. године п. н. е. путовао једрењаком до Индије у истраживачко путовање. Тада је схватио значај монсунских ветрова за пловидбу у Индијском океану.
И Римљани су користили комбинацију једрењака и брода са веслачима за своје војне и трговачке мисије.‍:297‍(ch. 2)‍:147 Значајан технички допринос овог времена је појава прамца као дела конструкције једара. Са развојем трговине добрима са Далеког истока између Сирије и Италије, у Медитерану су се појавили гусари. Године 102. п. н. е. напади киликијских и критских пирата су толико учестали да је Рим послао трупе Марка Антонија Старијег на Киликију са осредњим успехом. Римска флота је у доба Римског царства стално имала много мањи значај него копнене трупе.

### Средњи век
Англосаксонци су у време позног Римског царства дошли до Енглеске користећи дуге бродове са једним јарболом и једним правоугаоним једром. Викинзи су усавршили овај тип бродова између 6. и 8. века. Најважније техничко достигнуће овога доба био је развој система једара. Витки викиншки бродови могли су да достигну брзине до 20 чворова.
После ере Викинга, на Северном мору и Балтику су коришћени широки трговачки бродови трговачког удружења Ханза. До краја Средњег века развијени су и бродови са 2 и 3 јарбола. Верзија која је настала у Шпанији и Португалу под именом Каравела, послужила је морепловцима попут Кристифора Колумба, Васка да Гаме и Фердинанда Магелана да крену на своја истраживачка путовања. Почетком 15. века кинески адмирал Женг Хе је предводио више експедиција једрењака у Индијски океан до обала источне Африке.

### Нови век
Од 17. века у употреби су нови, специјализовани типови бродова, као што су линијски бродови (бојни бродови са више палуба за топове) и фрегате (лако наоружани брзи бродови). Бродоградитељи су смишљали све иновативније нацрте. Бродови су били виткији, са већим депласманом и већим брзинама. Трговачке морнарице у 19. веку су користиле тип брода клипер, који је достизао брзине од 18 чворова.
Употреба гвожђа (од 1890. челика) као материјала за бродоградњу, била је почетак ере оклопњача. Истовремено, бродови су увећавали своје маневарске моћи. Парна машина је почела да истискује употребу једара. Данас се бродови на једра користе, готово искључиво, за забаву и спорт.
Једрилице су се користиле за разоноду богатих у Енглеској и Холандији у 17. веку. Први јахтинг клуб је основан 1720. у Корку у Ирској. Овај клуб је први организовао такмичење у једрењу (регату) 1749. У другој половини 19. века почеле су масовно да се одржавају трке једрилица по Европи и Северној Америци. Куп Америка је први пут организован 1851, а Килска недеља 1882. Прво олимпијско такмичење у једрењу одржано је на Олимпијским играма 1900.

### Историја спортског једрења
Најстарији једриличарски клуб на свету је "Water Club of Cork" који се налази у граду Корк на југоистоку Ирске. Клуб је основан 1720. године и дан данас је активан. Најстарији доказ о регати потиче из 1749. године када је одржана регата између клуба "Greenwicha" и "Norena" на реци Темзи. Као почетак организовања једриличарских регата узима се 1775. када је основан "Thames Club Cumberlan Fleet" клуб.
Историјски дан за светско једрење је 1. јуна 1815. године када се група енглеске господе нашла у "Thatched House Taveru" u St. James˙s Street u Londonu са циљем да окупи љубитеље једрења на једно место. Под председником Лоrda Granthama, 42 Једриличара су основали Yacht Club (што је први пут у историји да су те две речи спојене заједно). И ако је основан у Лондону, клуб је премештен у луку града Cowesa на острву Wight. 1817. године Енглески принц их је почастион својим чланство а кад је постао краљ 1820. godine George IV., клуб је преименовао у Royal Yacht Club са правом постављањем ратне заставе. Тако је Енглеска преузела примат у једриличарству од Холандије где су настале прве једрилице за спорт и разоноду.
У Сједињеним Америчким Државама службени почетак рада првих једриличарских клубова је био 30. јули 1844. године када је 9 једриличара на челу са John Cox Stevensom основало New York Yacht Club (NYYC). Прву службену регату у Америци NYYC је организовао у јулу 1845. године на рути кроз New York. Ширу листу клубова у Србији погледајте „овде”. Архивирано из оригинала 18. 05. 2018. г..ср на олимпијским играма

## Србија на олимпијским играма
Југословенски такмичари су до сада учествовали на осам игара са укупно 17 такмичара. Ипак, последње учешће било је на Олимпијским играма 1984. у Москви. Један од ретких спортиста чија се спортска каријера памти јесте Карло Бауман, који је трагично настрадао 1954. године, али и учествовао на чувеним Олимпијским играма 1936. у Берлину.
Карло Бауман је рођен 12. фебруара 1914. у Зеленици. Основну школу похађао је у Херцег Новом. Још као мали уз помоћ ујака Антала Машара, једног од пионира спортског једрења у Боки, „заразио“ се пловидбом по мору, што га је држало цео живот. У деветој години самостално је управљао једрилицом по Боки.
Доласком у Сплит 1928, Бауман се први пут среће са спортским једрењем, које је тада било у повоју, на југословенској обали Јадрана. Као члан Поморског-бродарског друштва „Лабуд“, све чешће једри у различитим врстама једрилица. Појава све новијих и бржих једрилица, које су почеле да се праве почетком 30 - их година 20. века, омогућавало је да се југословенски једриличари почну да се појављују и постижу запажене резултате и на међународним такмичењима. Године 1932. Бауман је у конкуренцији 12 једрилица победио на данас најчувенијој и највећој регати источне обале Јадрана – „Мрдујској регати“ од Сплита до острвца Мрдуја између Брача и Шолте, која се ове године (2016) одржава 85. пут.
Као један од најталентованијих југословенских једриличара, 21-годишњи Бауман добија прилику да у септембру 1935. учествује на Европском првенству у једрењу одржаном на језеру Балатон у близини Будимпеште. Иако је први пут сео у у потпуно нову класу лаких брзих регатних једрилица типа „дингхy“, био је права сензација. У конкуренцији много искуснијих, најбољих једриличара Аустрије, Чехословачке, Мађарске и Француске, Бауман је у свих пет пловила, први пролазио кроз циљ и постао европски првак. Овом титулом Бауман је 1936 године, постао је први југословенски репрезентативац у једрењу на 9. Летњим олимпијским играма одржаним у Берлину, док је у конкуренцији 26 посада заузео 19. место.
По повратку у Сплит, Бауман на основу стеченог искуства ради на конструисању нових и усавршавању постојећих типова спортских једрилица. Тако је настала једрилица Л-5. Као свој даљи допринос развоју једриличарског спорта у Југославији, Бауман је превео књигу “Регатта тактика” немачког аутора др Манфреда Курија, а написао је и сопствену књигу “Тумач регатних правила”. Године 1938. Бауман је као репрезентативац Југославије, учествовао на Европском првенству у Немачкој у класи “олимпијска јола” и освојио пето место у конкуренцији једриличара из девет европских држава.
После рата Бауман не напушта своју велику „љубав“ — једрење. Тако је на првенствима Југослави 1947. био други, а 1951 и 1952. први. Првим местом на првенству 1952. изборио је да исте године још једном учествује на Летњим олимпијским играма у Хелсинкију Такмичио се у новоуведеној класи „Фин“. Заузео је 23 место од 28. учесника.

## Једриличарска такмичења
Једриличарска такмичења називају се регате. Циљ такмичења је проћи кроз задату стазу у што краћем временском року. Свака регата се договара на одређеном регатном пољу, за прописану класу те једрилице дозвољене за такмичење. На неким регатама истовремено се такмиче једрилице различитих класа, али њихова регатна поља су или одвојена или су на истом пољу али са размацима у стартовима и њихове трке се бодују одвојено.
Једриличарска такмичења се одржавају у свим класама, у распону од малих једрилица за једну особу до великих једрилица са посадама од 2 до 20 чланова. За учешћа у неким великим регатама као што је "America's Cup", "Sydney-Hobart" или "Volvo Ocean Race", потребно је издвојити позамашне новчане суме новца за учествовање и израду брода којим би се једрило, док постоје регате и за стандардизоване једрилице које су јефтине и може сваки једриличарски клуб да си приушти, најпрестижније такмичење тих једрилица је Олимпијада. Што тиче регатног поља, већина трка се организује у близини обале, на пољу означеним бовама. Такође постоје регате издржљивости где такмичари морају преједрити целе океане и мора, а некада и цели свет као што је "Volvo Ocean Race" .
Спортским једрењем управља Међународна једриличарска федерација (ISAF, скраћеница од International Sailing Federation). ISAF се бави прописивањем правила такмичења, техничке параметре једрилица и итд.
Класе једрилица се одређују по: дужини једрилице, квадратури и облику једра (крој једра и материјал од кога је једро направљено), броју корита пловила (постоје једрилице са једним коритом тзв стандардне једрилице, постоје катамарани једрилице са два корита и тримарани једрилице са 3 корита), броју посаде.

## Једрење у Србији
У Србији се једри доста класа једрилица, почевши од најмање класе за децу до 15 година оптимист, Ласер 4.7 за децу од 15-18 година, Ласер Радиал и Ласер Стандард, који су женска и мушка Олимпијска класа које се разликују само по дужини јарбола корито чамца је идентично, Фин је мушки једносед који је олимпијска класа и 470 који је једрилица са 2 члана посаде и такође олимпијска класа. Такође се у Србији једре класа Микротонер М550, једрилица од 3 члана посаде и велики крсташи од више чланова посаде.

### Савез и једриличарски клубови Србије
У Србији постоје 3 савеза од којих је 1 главни „Једриличарски савез Србије”. Архивирано из оригинала 08. 08. 2017. г., и „једриличарски савез Војводине”. Архивирано из оригинала 18. 05. 2018. г.
Клубови у Србији:
Једриличарски клуб Земун
Академски једриличарски клуб - Београд
Наутички клуб Палилула
Једриличарски клуб Гемакс
Бродарски клуб Металац
Једриличарски клуб Ада
Једриличарски клуб Сава
Једриличарски клуб Војводина
Једриличарски клуб Палић
Једриличарски клуб Рефул

## Занимљивости
Знате ли да је најмлађа особа која је једрилицом сама опловила свет имала само 16 година. Шеснаестогодишња Холанђанка Лаура Декер завршила је пут око света својом једрилицом и тако постала најмлађа особа која је то успела.
Претходно је најмлађи светски рекордер била Аустралијанка Џесика Вотсон, која је у мају 2010. завршила пловидбу око света три дана пре него што је напунила 17 година. Најстарији олимпијац који је освојио бронзану медаљу у једрењу 1972. на Олимпијским играма у Минхену имао је чак 72 године.